# Eupithecia rufa
Eupithecia rufa är en fjärilsart som beskrevs av William Schaus 1913. Eupithecia rufa ingår i släktet Eupithecia och familjen mätare. Inga underarter finns listade i Catalogue of Life.